# Fußball-Weltmeisterschaft 2014/Niederlande
Dieser Artikel behandelt die niederländische Nationalmannschaft bei der Fußball-Weltmeisterschaft 2014 in Brasilien. Die Niederlande nahmen zum zehnten Mal an der Endrunde und zum zweiten Mal an einer Endrunde in Südamerika teil. Bei der letzten Endrunde in Südamerika wurde 1978 das Finale gegen Gastgeber Argentinien erreicht und mit 1:3 nach Verlängerung verloren. Die Niederländer verloren kein Spiel, scheiterten aber im Halbfinale im Elfmeterschießen an Argentinien und wurden erstmals Dritter.

## Qualifikation
Die Niederlande konnten sich in ihrer Qualifikationsgruppe D mit neun Siegen und einem Remis den ersten Platz sichern. Gegner waren Rumänien, Ungarn, Türkei, Estland und Andorra. Die zweitplatzierte rumänische Mannschaft scheiterte in den Playoff-Spielen an Griechenland. Vor der Qualifikation hatte Louis van Gaal, den bei der EM 2012 erfolglosen Bert van Marwijk als Bondscoach abgelöst.
Tabelle
| Pl. | Team        | Sp. | S | U | N  | Tore    | Diff. | Punkte |
| --- | ----------- | --- | - | - | -- | ------- | ----- | ------ |
| 1.  | Niederlande | 10  | 9 | 1 | 0  | 034:500 | +29   | 28     |
| 2.  | Rumänien    | 10  | 6 | 1 | 3  | 019:120 | +7    | 19     |
| 3.  | Ungarn      | 10  | 5 | 2 | 3  | 021:200 | +1    | 17     |
| 4.  | Türkei      | 10  | 5 | 1 | 4  | 016:900 | +7    | 16     |
| 5.  | Estland     | 10  | 2 | 1 | 7  | 006:200 | −14   | 07     |
| 6.  | Andorra     | 10  | 0 | 0 | 10 | 000:300 | −30   | 0      |

| Datum      | Ort                    | Heimmannschaft | - | Gast        | Ergebnis  | Torschützen für die Niederlande                                                                                |
| ---------- | ---------------------- | -------------- | - | ----------- | --------- | --- |
| 07.09.2012 | Amsterdam              | Niederlande    | – | Türkei      | 2:0 (1:0) | van Persie (17.), Narsingh (90.+3)                                                                             |
| 11.09.2012 | Budapest (HUN)         | Ungarn         | – | Niederlande | 1:4 (1:2) | Lens (3., 53.), Martins (19.), Huntelaar (75.)                                                                 |
| 12.10.2012 | Rotterdam              | Niederlande    | – | Andorra     | 3:0 (2:0) | van der Vaart (7.), Huntelaar (15.), Schaken (50.)                                                             |
| 16.10.2012 | Bukarest (ROU)         | Rumänien       | – | Niederlande | 1:4 (1:3) | Lens (9.), Martins (29.), van der Vaart (45./Elfm.), van Persie (86.)                                          |
| 22.03.2013 | Amsterdam              | Niederlande    | – | Estland     | 3:0 (0:0) | van der Vaart (47.), van Persie (72.), Schaken (84.)                                                           |
| 26.03.2013 | Amsterdam              | Niederlande    | – | Rumänien    | 4:0 (1:0) | van der Vaart (12.), van Persie (56., 65./Elfm.), Lens (90.)                                                   |
| 06.09.2013 | Tallinn (EST)          | Estland        | – | Niederlande | 2:2 (1:1) | Robben (2.), van Persie (90.+4)                                                                                |
| 10.09.2013 | Andorra la Vella (AND) | Andorra        | – | Niederlande | 0:2 (0:0) | van Persie (50., 54.)                                                                                          |
| 11.10.2013 | Amsterdam              | Niederlande    | – | Ungarn      | 8:1 (4:0) | van Persie (16., 44., 53.), Strootman (25.), Lens (38.), Devecseri (65./ET), van der Vaart (86.), Robben (90.) |
| 15.10.2013 | Istanbul (TUR)         | Türkei         | – | Niederlande | 0:2 (0:1) | Robben (8.), Sneijder (47.)                                                                                    |

Die Niederlande erzielten nach Deutschland (36 Tore) die zweitmeisten Tore in der Qualifikation.
Insgesamt setzte Louis van Gaal 37 Spieler ein, darunter allein fünf Torhüter, von denen keiner mehr als drei Qualifikationsspiele machte. Kein Spieler kam in allen Spielen zum Einsatz. Die meisten Spiele (9 von 10) machten Jeremain Lens, Robin van Persie und Kevin Strootman. Mit Ruben Schaken, Daryl Janmaat und Jordy Clasie kamen auch drei Neulinge zu ihren ersten Einsätzen. Bester Torschütze und damit auch bester europäischer Torschütze war mit 11 Toren Robin van Persie, der damit auch zusammen mit Luis Suárez und Deon McCauley bester Torschütze der Gesamtqualifikation war. Durch seine drei Tore beim 8:1-Sieg gegen Ungarn – einer der höchsten Niederlagen der Ungarn – überholte er den bisherigen Rekordhalter Patrick Kluivert, der bis zum Ende der WM als Co-Trainer der Elftal tätig war.

## Vorbereitung
Folgende Vorbereitungsspiele waren angesetzt:
- 5. März in Saint-Denis gegen Frankreich: 0:2
- 17. Mai in Amsterdam gegen Ecuador 1:1 (Torschütze für die Niederlande: Robin van Persie)[1]
- 31. Mai in Rotterdam gegen Ghana 1:0 (Torschütze für die Niederlande: Robin van Persie)
- 4. Juni in Amsterdam gegen Wales 2:0 (Torschützen für die Niederlande: Arjen Robben, Jeremain Lens)

## Endrunde

### Kader
Die folgenden Spieler standen im Aufgebot für die Weltmeisterschaft 2014 in Brasilien. Louis van Gaal nominierte für den vorläufigen 30er Kader zur Hälfte Spieler (15), die ihr erstes Länderspiel nach seinem Amtsantritt machten, setzte im offensiven Mittelfeld und Angriff aber auch auf Routine. Durch den Einsatz gegen Mexiko wurde Wesley Sneijder niederländischer WM-Rekordspieler. Er löste die vorherigen Rekordhalter Ruud Krol und Wim Jansen ab, die 1974 und 1978 auf insgesamt 14 Einsätze kamen.
| Nr.        | Name                | Verein vor WM-Beginn  | Länderspiel- einsätze * | Länderspiel- tore * | Geburtstag         | Spiele | Tore | [ K 2 ] |     |     | WM- Teilnahmen | WM-Spiele (vor 2014) | WM-Tore (vor 2014) |
| Tor        | Tor                 | Tor                   | Tor                     | Tor                 | Tor                | Tor    | Tor  | Tor     | Tor | Tor | Tor            | Tor                  | Tor                |
| ---------- | ------------------- | --------------------- | ----------------------- | ------------------- | ------------------ | ------ | ---- | ------- | --- | --- | -------------- | -------------------- | ------------------ |
| 01         | Jasper Cillessen    | Ajax AmsterdamM       | 8                       | 0                   | 22. April 1989     | 7      |      |         |     |     |                |                      |                    |
| 23         | Tim Krul            | Newcastle United      | 5                       | 0                   | 3. April 1988      | 1      |      |         |     |     |                |                      |                    |
| 22         | Michel Vorm         | Swansea City#         | 14                      | 0                   | 20. Oktober 1983   | 1      |      |         |     |     | 2010           | 0                    | 0                  |
| Abwehr     |                     |                       |                         |                     |                    |        |      |         |     |     |                |                      |                    |
| 02         | Ron Vlaar           | Aston Villa           | 24                      | 1                   | 16. Februar 1985   | 6      |      |         |     |     |                |                      |                    |
| 04         | Bruno Martins Indi  | Feyenoord Rotterdam   | 16                      | 2                   | 8. Februar 1992    | 6      |      | 1/1     |     |     |                |                      |                    |
| 05         | Daley Blind         | Ajax AmsterdamM       | 12                      | 0                   | 9. März 1990       | 7      | 1    | 1       |     |     |                |                      |                    |
| 07         | Daryl Janmaat       | Feyenoord Rotterdam   | 16                      | 0                   | 22. Juli 1989      | 5      |      |         |     |     |                |                      |                    |
| 13         | Joël Veltman        | Ajax AmsterdamM       | 2                       | 0                   | 15. Januar 1992    | 2      |      |         |     |     |                |                      |                    |
| 12         | Paul Verhaegh       | FC Augsburg           | 2                       | 0                   | 1. September 1983  | 1      |      |         |     |     |                |                      |                    |
| 03         | Stefan de Vrij      | Feyenoord Rotterdam   | 12                      | 0                   | 5. Februar 1992    | 7      | 1    | 1       |     |     |                |                      |                    |
| 14         | Terence Kongolo     | Feyenoord Rotterdam   | 1                       | 0                   | 14. Februar 1994   | 1      |      |         |     |     |                |                      |                    |
| Mittelfeld |                     |                       |                         |                     |                    |        |      |         |     |     |                |                      |                    |
| 16         | Jordy Clasie        | Feyenoord Rotterdam   | 8                       | 0                   | 27. Juni 1991      | 2      |      |         |     |     |                |                      |                    |
| 10         | Wesley Sneijder     | Galatasaray IstanbulP | 99                      | 26                  | 9. Juni 1984       | 6      | 1    |         |     |     | 2006, 2010     | 11                   | 5                  |
| 06         | Nigel de Jong       | AC Mailand            | 71                      | 1                   | 30. November 1984  | 5      |      |         |     |     | 2010           | 6                    | 0                  |
| 18         | Leroy Fer           | Norwich CityA         | 6                       | 0                   | 5. Januar 1990     | 1      | 1    |         |     |     |                |                      |                    |
| 08         | Jonathan de Guzmán  | Swansea City#         | 10                      | 0                   | 13. September 1987 | 3      |      | 1/1     |     |     |                |                      |                    |
| 20         | Georginio Wijnaldum | PSV Eindhoven         | 5                       | 1                   | 11. November 1990  | 7      | 1    |         |     |     |                |                      |                    |
| Angriff    |                     |                       |                         |                     |                    |        |      |         |     |     |                |                      |                    |
| 09         | Robin van Persie    | Manchester United     | 85                      | 43                  | 6. August 1983     | 6      | 4    | 2       |     |     | 2006, 2010     | 11                   | 2                  |
| 11         | Arjen Robben        | FC Bayern MünchenM, P | 76                      | 23                  | 23. Januar 1984    | 7      | 3    | 1       |     |     | 2006, 2010     | 8                    | 3                  |
| 15         | Dirk Kuyt           | Fenerbahçe IstanbulM  | 98                      | 24                  | 22. Juli 1980      | 5      |      |         |     |     | 2006, 2010     | 10                   | 1                  |
| 19         | Klaas-Jan Huntelaar | FC Schalke 04         | 62                      | 34                  | 12. August 1983    | 3      | 1    | 1       |     |     | 2010           | 4                    | 1                  |
| 21         | Memphis Depay       | PSV Eindhoven         | 6                       | 0                   | 13. Februar 1994   | 4      | 2    |         |     |     |                |                      |                    |
| 17         | Jeremain Lens       | Dynamo Kiew           | 22                      | 8                   | 24. November 1987  | 4      |      |         |     |     |                |                      |                    |

(*) angegeben sind nur die Spiele und Tore, die vor Beginn der Weltmeisterschaft absolviert bzw. erzielt wurden.
1. ↑  M = Der Verein wurde in der Saison 2013/14 Meister seines Landes, A = Der Verein stieg aus der höchsten Liga des Landes ab, P = Der Verein wurde in der Saison 2013/14 Pokalsieger, * = Der Verein spielt in der zweithöchsten Liga seines Landes, # = Der Verein spielt in der höchsten englischen Liga.
2. ↑  Die Angabe "1/1" bedeutet, dass eine gelbe Karte vor dem Halbfinale und eine Karte nach dem Viertelfinale erhalten wurde und der Spieler dadurch nicht gesperrt war.

### Gruppenphase
Bei der am 6. Dezember 2013 vorgenommenen Auslosung der Endrunde kamen die Niederlande aufgrund der Position in der FIFA-Weltrangliste im Oktober 2013 in Topf 4 mit den anderen ungesetzten europäischen Mannschaften. Sie wurden der Gruppe B mit Titelverteidiger Spanien (Gruppenkopf) zugelost. Zudem wurden Australien und Chile in die Gruppe gelost. Gegen die Spanier kam es gleich im ersten Gruppenspiel zur Neuauflage des WM-Finales von 2010. Insgesamt war die Bilanz gegen die Spanier vor der WM negativ (4 Siege, 1 Remis und 5 Niederlagen). Gegen Chile gab es zuvor erst ein Spiel, in der Trostrunde der Olympischen Spiele 1928, das 2:2 endete. Gegen Australien gab es zuvor nur Freundschaftsspiele (zuletzt am 10. Oktober 2009), die mit zwei Remis und einer Niederlage endeten.
Alle Vorrundenspielorte lagen an der Atlantikküste. Im zuvor einzigen Spiel in einem der Spielorte vor der WM – in Salvador da Bahia – war Brasilien beim 2:2 am 5. Juni 1999 der Gegner.
Mannschaftsquartier war der Caesar Park Ipanema in Rio de Janeiro. Die Mannschaft musste vor dem Finale das Hotel verlassen, da die FIFA es für Funktionäre und Sponsoren benötigte, die zum Finale anreisten.
| Rang | Land        | Tore | Punkte |
| ---- | ----------- | ---- | ------ |
| 1    | Niederlande | 10:3 | 9      |
| 2    | Chile       | 5:3  | 6      |
| 3    | Spanien     | 4:7  | 3      |
| 4    | Australien  | 3:9  | 0      |

- Fr., 13. Juni 2014, 16:00 Uhr (21:00 Uhr MESZ) in Salvador da Bahia
 Spanien –  Niederlande 1:5 (1:1)
- Mi., 18. Juni 2014, 13:00 Uhr (18:00 Uhr MESZ) in Porto Alegre
 Australien –  Niederlande 2:3 (1:1)
- Mo., 23. Juni 2014, 13:00 Uhr (18:00 Uhr MESZ) in São Paulo
 Niederlande –  Chile 2:0 (0:0)

### K.-o.-Runde
Aufgrund der Vorrundenergebnisse konnte die Niederlande frühestens im Finale oder Spiel um Platz 3 auf Gastgeber Brasilien treffen.
- Achtelfinale: So. 29. Juni 2014, 13:00 Uhr (18:00 Uhr MESZ) in Fortaleza
 Niederlande –  Mexiko 2:1 (0:0)

Die Niederlande traf zuvor sechsmal auf Mexiko (3 Siege, 1 Remis und 2 Niederlagen), bei Weltmeisterschaften aber erst einmal: 1998 in der Vorrunde, wo sie sich 2:2 trennten.
- Viertelfinale: Sa. 5. Juli 2014, 17:00 Uhr (22:00 Uhr MESZ) in Salvador
 Niederlande –  Costa Rica 0:0 n. V., 4:3 i. E.

Zuvor gab es noch kein Spiel gegen Costa Rica, das erstmals im Viertelfinale stand.
- Halbfinale: Mi. 5. Juli 2014, 17:00 Uhr (22:00 Uhr MESZ) in São Paulo
 Argentinien –  Niederlande 0:0 n. V., 4:2 i. E.

Zwischen beiden Mannschaften gab es zuvor acht Spiele. Nur einmal – 1978 im WM-Finale – konnte Argentinien gewinnen, drei Spiele endeten remis, wovon eins durch Elfmeterschießen verloren wurde und viermal gewannen die Niederländer. Das letzte Spiel gab es bei der WM 2006 in der Vorrunde und endete torlos.
- Spiel um Platz 3: Sa. 12. Juli 2014, 17:00 Uhr (22:00 Uhr MESZ) in Brasília
 Brasilien –  Niederlande 0:3 (0:2)

Beide trafen zuvor 11-mal aufeinander und jede Mannschaft konnte dreimal gewinnen. Fünf Spiele endeten remis. Auch das Torverhältnis war mit 15:15 ausgeglichen. Bei Weltmeisterschaften gab es vier Spiele, von denen die Niederländer zwei und Brasilien eins normal sowie eins im Elfmeterschießen gewann.
Ersatztorhüter Michel Vorm wurde in der dritten Minute der Nachspielzeit eingewechselt. Dadurch hat mit den Niederlanden erstmals eine Mannschaft alle Spieler eingesetzt, seitdem 23 Spieler nach Regeländerung im Jahr 2002 zum Kader gehören.

## Auszeichnungen
Arjen Robben wurde als drittbester Spieler mit dem Bronzenen Ball ausgezeichnet. Zudem wurde er ebenso wie Abwehrspieler Stefan de Vrij in die Top 11 berufen. Am 17. Juli wurde Robben für die Wahl zu Europas Fußballer des Jahres nominiert.

## Sportliche Auswirkungen
Durch das Erreichen des dritten Platzes konnten sich die Niederländer auch in der FIFA-Weltrangliste auf Platz 3 verbessern und mit 515 Punkten den größten Zugewinn erreichen.